# Renaat Van Elslande
Renaat Antoon Joseph Van Elslande (Boekhoute, 21 gennaio 1916 – Uccle, 21 dicembre 2000) è stato un politico belga, membro del Partito Sociale Cristiano e più volte ministro in vari governi presieduti da Théo Lefèvre, Gaston Eyskens, Pierre Harmel, Leo Tindemans, Paul Vanden Boeynants, Wilfried Martens.

## Biografia
È attestato che fin dalla giovane età sia un convinto cattolico fiammingo, soprattutto durante i suoi studi presso l'Università Cattolica di Lovanio, dove ha studiato giurisprudenza e scienze politiche e sociali.
Dopo la Seconda guerra mondiale, è stato assunto come giornalista per il quotidiano olandese De Standaard. Dopo essersi sposato nel 1945, si stabilì nella città di Lot (ora una località del comune di Beersel), nel Brabante Fiammingo, dove sua moglie gestiva una farmacia. Gli fu chiesto di guidare la lista delle prime elezioni comunali dopo la guerra per il Partito Cristiano Sociale (CVP), che vinse in maniera schiacciante. Sarà sindaco di Lot senza interruzioni fino al 1976.
Renaat Van Elslande è stato eletto alla Camera dei Rappresentanti nel 1949 per il distretto di Bruxelles, poi sottosegretario di Stato per gli affari culturali dal 1960 al 1961, Vice ministro della pubblica istruzione e della cultura nazionale. Ha anche ricoperto importanti incarichi ministeriali in diversi governi del Regno del Belgio: come ministro della cultura, Vice ministro della pubblica istruzione dal 1962 al 1965, ministro degli affari europei e della cultura fiamminga dal 1966 al 1968, Ministro dell'interno dal 1972 al 1973, Ministro degli affari esteri e della cooperazione per lo sviluppo dal 1973 al 1977, ministro della giustizia dal 1977 al 1980. È stato nominato Ministro di Stato del regno del Belgio il 26 maggio 1992. È stato anche Presidente delle Comunità europee da gennaio a giugno 1967.

## Opere
- Het Buitenlands Beleid van België 1973-1976 (« la politique extérieure de la Belgique 1973-1976 »)  Pubblicazione nelle differenti lingue
- Europa’s Toekomst, Anversa 1975. ISBN 90-289-0051-9
- Belgie En De Derde Wereld (« la Belgique et le tiers monde »), Anversa 1977. ISBN 90-289-0252-X